# Utah Jazz
Els Utah Jazz és un equip de bàsquet professional amb seu a Salt Lake City, Utah. Participa en la Divisió Nord-oest de la Conferència Oest de l'NBA. La franquícia va començar l'any 1974 amb el nom dels jazz de New Orleans a Nova Orleans, Louisiana, però l'equip es va mudar a Salt Lake City, Utah l'any 1979 després de cinc temporades.
El Jazz va ser un dels equips amb més èxit a la lliga en els seus primers anys, 10 anys abans que fes la primera aparició als playoffs (l'any 1984). I van ser de forma consecutiva fins a l'any 2004. Durant la dècada de 1980 i 90 John Stockton i Karl Malone es van erigir com els jugadors franquícia de l'equip, i van formar un gran duo, dels més famosos a la història de l'NBA. Dirigit per l'entrenador Jerry Sloan, que es va fer càrrec de l'equip després que Frank Layden hi renunciés l'any 1988, es va convertir en un dels millors equips de la dècada de 1990. Va culminar amb dues participacions a les finals de l'NBA l'any 1997 i 1998, on va perdre en les dues ocasions amb els Bulls de Chicago, liderats per Michael Jordan. Stockton i Malone van deixar l'equip l'any 2003. Després de no aconseguir classificar-se pels playoffs tres temporades consecutives, els Jazz va tornar al destacar sota el lideratge a la pista del base Deron Williams. No obstant això, fins a la meitat de la temporada 2010-11, els Jazz van començar una reestructuració després de la retirada de Jerry Sloan i la venda de Deron Williams. Des de 2011, els Jazz de Utah és l'únic equip esportiu situat a l'estat de Utah.

## Inici a Nova Orleans
Durant l'any 1974, els actuals Jazz van ser creats a la ciutat de Nova Orleans. Tot i tenir un inici molt fluix, després de moltes negociacions els directius van aconseguir portar l'estrella Pete Maravich al seu equip a canvi de tres eleccions a la primera ronda, dues eleccions a la segona ronda i una elecció de la tercera ronda. Pete va rendir a un gran nivell, però no va poder evitar que els Jazz fossin un equip extremadament modest durant tots els anys a Nova Orleans.
Amb un equip totalment enfonsat, els Jazz van vendre novament la seva primera posició al draft de l'NBA que va anar a parar a Los Angeles Lakers, a canvi de Gail Goodrich. Això va ser un gran error, perquè els Lakers van triar a la primera posició a Magic Johnson que seria el base dominant de lliga durant molts anys.
Per empitjorar les coses, els Jazz havien renunciat als drets de Moses Malone, amb la finalitat de recuperar una de les tres eleccions de la primera ronda en la qual es va triar Goodrich, un jugador que mai va arribar a destacar. Per acabar-ho d'adobar, Malone va augmentar espectacularment el seu nivell i va arribar a entrar al Saló de la Fama del bàsquet.

## 1979: Trasllat a Utah

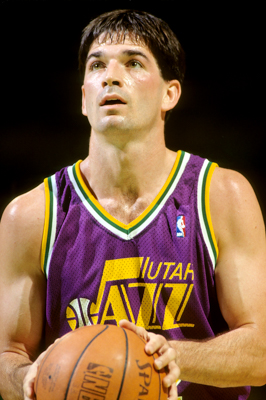
L'he triat perquè és catòlic, irlandès i el seu pare té un bar. - Frank Layden

Donada la situació, l'equip tenia molt poc suport a Nova Orleans, i pràcticament ningú volia fer-se càrrec, tots menys un: Frank Layden. Un entrenador jove i carismàtic que va aconseguir aixecar els Jazz del desastre i va convèncer a la resta dels directius (ell n'era el president) perquè marxessin a Utah, perquè aquests acabaven de perdre el seu equip de tota la vida, els Utah Stars de la ABA. Amb el suport d'una nova afició, els Jazz van aconseguir aixecar el vol i tornar a ser un equip respectat a la lliga. Tot i la millora, l'equip no acabava de funcionar, perquè no tenien cap estrella i seguien sense guanyar gaires partits.
A tot això, cal afegir que totes les eleccions de drafts van resultar totalment nefastes, perquè cap jugador va aconseguir destacar, tot i els grans esforços que es van realitzar per part de la directiva i de l'entrenador. Com a curiositat, la directiva va decidir mantenir el nom de Jazz, tot i que el jazz no té relació amb Utah.
Els anys de travessia del desert van permetre als Jazz aconseguir completar una bona plantilla, plena de joves jugadors que podien oferir molts bons moments als seguidors. Per fi, els Jazz aconseguirien ser una franquícia guanyadora dirigida per Frank Layden, entrenador que va guanyar fama a tot el país per no tenir pèls a la llengua.

## 1982-1987: Inici de dues llegendes
I per primer cop a la història de la franquícia, la fortuna va voler mirar als Jazz i sense que ningú tingués la més mínima idea de l'enorme potencial d'aquell jugador, Utah va fer servir la seva 16é posició al draft de l'NBA de 1984 per seleccionar aquí seria un dels millors bases de la història de la nba: John Stockton. Aquell jove amb el número 12 a l'esquena va destacar en un parell d'anys i va esdevenir una de les super estrelles de la NBA. Va ser una de les grans jugades de l'entrenador Frank Layden doncs ningú excepte ell va poder veure l'enorme potencial que amagava el jugador de Sponake. Tan poca cosa semblava, que gran part de l'afició dels Jazz va escridassar públicament a John.

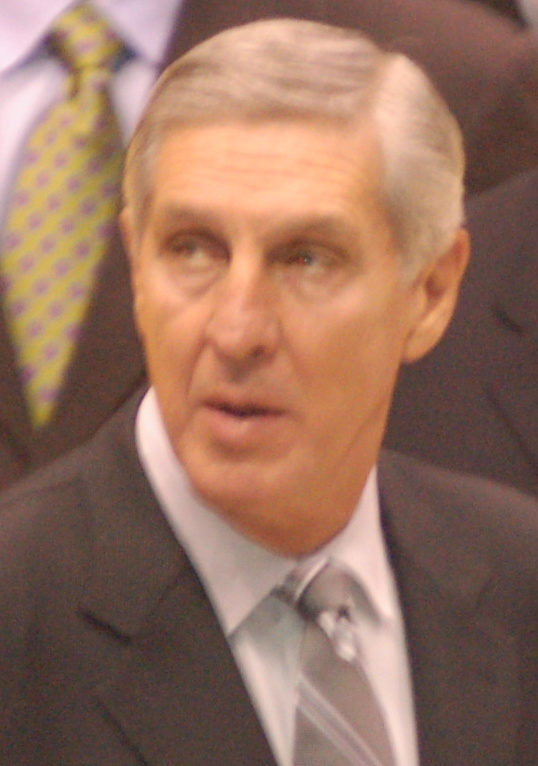
Jerry Sloan va imposar l'amor al basquetbol a tots els jugadors que va tenir a les seves ordres.

I la sort no va acabar aquí. L'any següent, el mateix Layden va draftejar el que seria el millor Aler pivot de la història de la NBA: Karl Malone. Tot i que encara no era l'enorme massa de força que el va convertir en un jugador llegendari, ningú va voler apostar per ell, a excepció de Utah. En aquell moment, ni el mateix Layden podia arribar a imaginar que aquells dos jugadors que a primera vista semblaven poca cosa, s'acabarien convertint en la millor parella històrica del Pick and roll de l'NBA.
De mica en mica, amb l'ajuda de John i Karl, Utah va passar a ser un dels equips més respectats dintre de la lliga, i van començar a entrar als playoffs de forma habitual. Durant les llargues carreres de Stockton i Malone, els Jazz mai van quedar fora dels Playoffs.
Mentrestant, John i Karl van evolucionar. El primer es va fer un lloc entre els millors bases de la lliga, amb una enorme visió de joc i unes assistències pràcticament il·limitades a qui era el seu company i amic, Karl. Aquest últim va desenvolupar un físic espectacular, amb més de 20 quilos a cada braç. A l'aspecte intern, l'entrenador Frank Layden va passar a ser només el president de l'equip. El relleu el va recollir el seu assistent, un jove anomenat Jerry Sloan que va estar a Utah tota la seva carrera esportiva com a entrenador. Jerry va aportar idees noves, una millora a la resta de jugadors, un enorme respecte a l'ètica de treball, a la resta dels companys i l'amor pel basquetbol. Tot això van marcar la filosofia que acompanya als jazz fins als nostres dies.

## 1987-2000: El pick and roll s'imposa

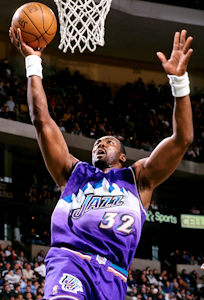
Ell sempre està preparat per fer dos punts. - John Stockton

Durant els següents anys, el joc de Karl Malone i John Stockton va créixer de forma sorprenent, ajudat per nous jugadors com Jeff Malone. Però no va durar gaire a l'equip, ja que va ser traspassat pel tirador Jeff Hornacek dels Philadelphia 76ers i que va comportar que els Jazz arribessin de forma habitual als playoffs de l'NBA.
Però la història no acabaria aquí. Amb l'ajuda de Sloan, John i Karl van desenvolupar una nova forma de veure el basquetbol: El Pick and roll. Durant aquells anys John i Karl, van jugar d'una forma quasi perfecta el sistema aprofitant l'enorme força del carter i fent servir l'agilitat del base de Gonzaga fent una parella pràcticament imparable.
Amb aquest sistema, els Utah van passar de ser un equip modest a ser un dels candidats favorits per aconseguir l'anell de campions de la NBA, doncs Larry Bird es va retirar a causa d'una lesió i Magic Johnson va contraure sida i el va tenir allunyat de les pistes durant molt de temps. Amb aquest escenari sobre la lliga, la majoria de l'afició es fixava com evolucionaven els Utah sent un equip cada cop més poderós i sent pràcticament els únics que podien lluitar de tu a tu amb els Bulls de Michael Jordan.
Tot i la gran millora dels Jazz, això mai es va traduir en una millora visible als playoffs, perquè mai van arribar més ennlà de les semifinals, derrotats pels Lakers o els Houston Rockets de manera continuada.
Però la temporada 1994-1995 seria diferent. Els Jazz eren un equip jove i madur, perquè Stockton i Malone tenien ja quasi 10 anys a l'esquena de carrera professional a la NBA, i amb l'ajuda del nou pivot de l'equip, Greg Ostertag, els jazz van firmar un 60-22, a més, l'equip va aconseguir arribar a les finals de conferència per tercera vegada en la seva història, però va ser frenat pels Sonics de Gary Payton i Shawn Kemp en set partits.

Els Jazz haurien d'esperar fins a la temporada de l'any 1997 per arribar a la final dels playoffs on de mica en mica van anar guanyant a tots els rivals fins a arribar a les finals de la conferència on s'haurien de veure les cares novament amb Houston Rockets. Després de 5 partits, els jazz guanyaven la sèrie 3-2, però tocava jugar els dos partits restants a camp contrari. 

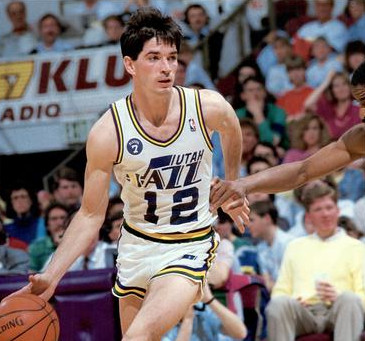
La informàtica al teu servei, Ordinadors Stockton -Andrés Montes

 El partit número 6 va començar amb molts problemes, amb uns Jazz cansats, fora del partit i sempre per darrere del marcador. Quan faltaven dos minuts per finalitzar el partit amb el marcador 91-98, Stockton va realitzar una assistència a Rusell que va convertir el triple. Anant ràpidament al contraatac, Houston va fallar un triple i llavors John Stockton va realitzar una ràpida penetració a cistella i va anotar dos punts. Quan faltava un minut per acabar, i amb el marcador a 2 punts de diferència, Houston va intentar penetrar a la zona, però Stockton va robar la pilota abans que arribes a fer-ho, i en un moviment magistral va tornar a penetrar la zona i va anotar els dos punts que faltaven per empatar.
Quan faltaven 40 segons, Houston es va jugar el triple a un jugador desmarcat, però novament, va fallar el triple, però un ràpid Payton va aconseguir agafar el rebot, i fer que la pilota tornes a ser dels Houston. Greg Ostertag va realitzar novament un tap per evitar que la pilota entres, però uns segons després, va haver de forçar la falta per evitar que la pilota entres. Houston, de la mà de Charles Barkley va anotar els tres tirs lliures i va tornar a posar els Houston a 3 punts. John Stockton, però, va tornar a anotar dos punts des de la mitjana distància. A falta de menys de 3 segons per finalitzar el temps, els Jazz tenien la pilota i seguint les instruccions de Jerry Sloan els jazz de la mà de Stockton i Karl Malone, van provocar que aquest últim bloqueges al mateix temps a dos jugadors, deixant a Stockton desmarcat per anotar el triple que portaria als Jazz a veure les cares de Jordan i de la resta dels Chicago Bulls.
Amb molts esforços per part de Stockton per frenar a Jordan, els Jazz van aconseguir establir un 2-3 a favor dels Bulls, però amb l'avantatge que els dos partits finals es farien al camp local. Finalment, després d'un partit on els Jazz sempre van estar per sobre -però sense gaires distàncies- quan faltava un minut John Stockton va rebre una assistència per part de Karl Malone que va convertir els 3 punts posant als Jazz amb 3 punts d'avantatge sobre els Bulls. Però llavors va reaparèixer Michael Jordan i amb unes ràpida penetració a cistella, va posar els bulls a 1 punt dels Jazz. A més, Jordan va aconseguir frenar el contraatac dels Jazz, i va robar la pilota a Karl Malone. Finalment, va fer una finta i va anotar uns altres dos punts i va posar als Bulls guanyadors quan faltaven 3 segons per a acabar el partit.
Els Jazz, de la mà de John Stockton es van jugar el triple, però no va entrar, i va comportar que els bulls guanyessin el campionat.
La següent temporada, seria molt similar a l'anterior, amb la diferència que els Jazz van eliminar els seus rivals de forma més clara que l'any passat, i va comportar que l'equip s'encoratgés davant els Bulls de Jordan a la final de l'NBA, però no va ser així, i per molt que ho van intentar, els Jazz van tornar a ser eliminats.

## 2000-2003: Fi del somni
Segons van passar els anys, els Jazz van començar a perdre força respecte als anys anteriors, perquè totes les estrelles de l'equip començaven a fer-se grans. Tot i així, Malone va ser nomenat novament el millor jugador de la temporada i amb l'ajuda de Stockton, els Jazz van seguir entrant als playoffs, tot i ser eliminats a la primera o segona ronda.

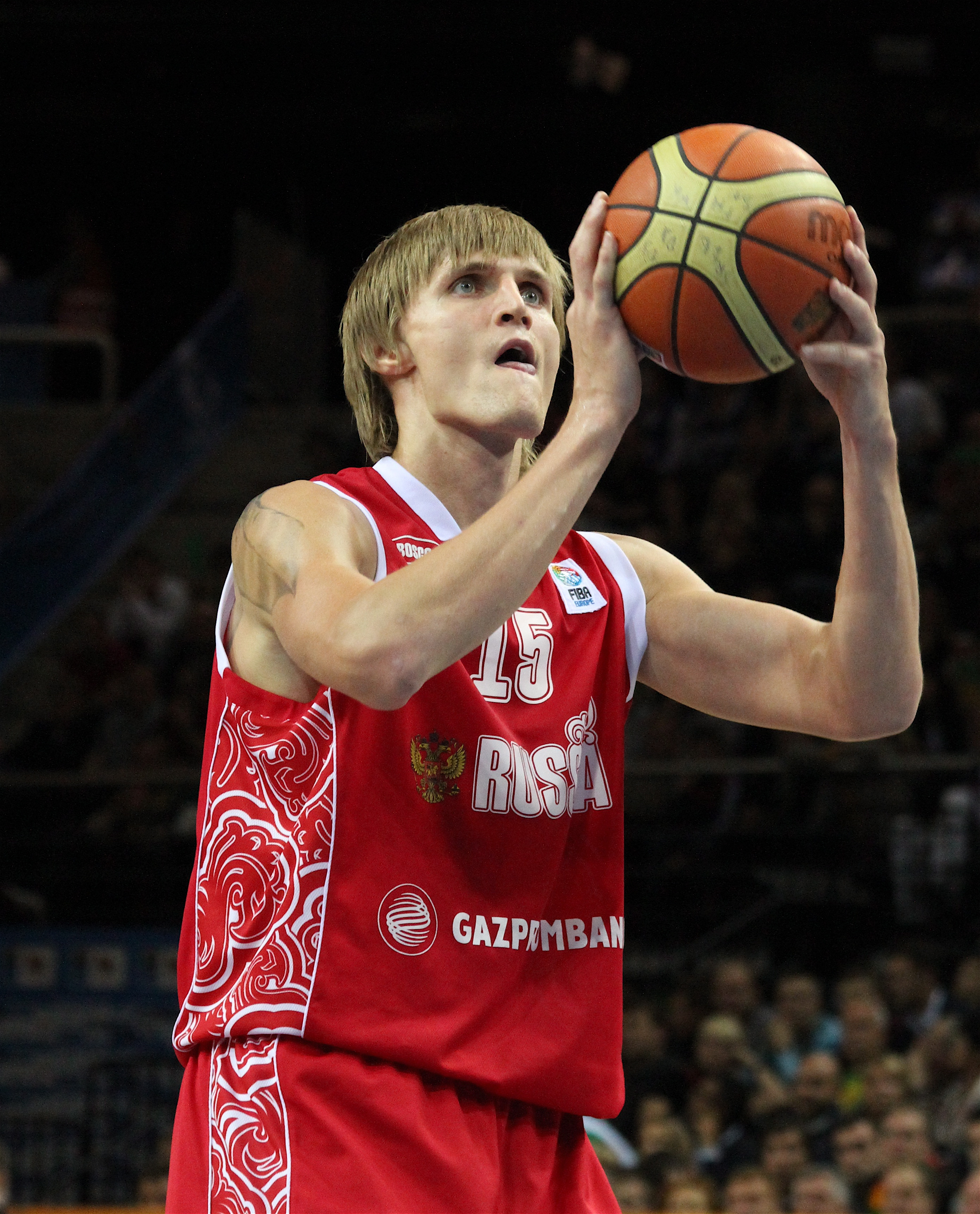
Quan Stockton i Malone van marxar, Andrei Kirilenko va portar el pes de l'equip.

Per contra, Sloan, va decidir draftejar al jugador rus Andrei Kirilenko que va ser una grata sorpresa, perquè era un aler que podia jugar pràcticament a qualsevol posició i va començar a portar el pes de l'equip. A més, va a ajudar a la resta dels jugadors a seguir lluitant per entrar a les respectives finals de l'NBA.
Però tot el que té un inici té un final, i el de John Stockton i Karl Malone havia arribat. El primer, després de quasi 20 anys de carrera als Jazz es va retirar amb tots els honors als 40 anys i el segon, va deixar l'equip per intentar buscar l'anell de campió als Lakers, cosa que no va aconseguir, doncs perdrien la final contra els Detroit Pistons. Jeff Hornacek també es va retirar, deixant a Jerry Sloan al capdavant d'un equip molt debilitat a causa de la pèrdua de totes les seves estrelles. Només Andrei Kirilenko va romandre a l'equip a canvi d'una fitxa molt alta.

## 2003-2007: És hora de tornar a començar
Amb aquesta situació a l'equip, i amb l'enorme contracte que tenia Andrei Kirilenko, els Jazz estaven molt limitats, ja que no tenien gaire marge salarial ni grans jugadors. Tot i així, l'equip va aconseguir de contractar l'aler pivot Carlos Boozer, l'escorta de caràcter defensiu, Raja Bell i el base Carlos Arroyo. Amb aquest panorama, els Jazz van perdre molta força respecte als anys anteriors, i per primer cop en molt de temps, van quedar fora dels PlayOffs. A més, l'equip va haver de fer front a moltes lesions, entre elles les de Kirilenko o Boozer, que va dinamitzar l'equip.
A banda, hi havia molts conflictes a l'equip, perquè Jerry Sloan no estava content amb la disciplina que tenien els nous jugadors respecte dels anteriors. Això va precipitar al traspàs de Carlos Arroyo a canvi d'Elden Campbell però aquest últim es va jubilar abans d'arribar a jugar amb els Jazz. Tot això va portar els Jazz a fer el pitjor registre de la seva història, amb un 26-56.
Però els Jazz, amb un cop de sort, van aconseguir la tercera posició al draft de 2005, i van seleccionar qui seria la nova estrella de l'equip, un jove base anomenat Deron Williams. Tot i el bon rendiment del base, abans que comencés la temporada regular, Boozer es va lesionar i es va haver de perdre els 49 primers partits. Les lesions tornarien ha castigar els de Utah, acompanyant a Boozer durant la temporada jugadors com Kirilenko i Giricek. Els Jazz van finalitzar amb un rècord de 41-41, a 4 partits d'entrar en playoffs. Al final de la temporada regular, el veterà pivot Ostertag es va retirar del bàsquet, després d'haver disputat 10 de les seves 11 temporades en la lliga en els Jazz.
Al següent any, els Jazz van seleccionar Ronnie Brewer, a la 14a posició. per més tard seleccionar Paul Millsap, un jugador que amagava un potencial enorme i es convertiria en un dels millors ala-pivots de l'NBA. Després del draft, Utah va traspassar Devin Brown, Keith McLeod i Andre Owens a Golden State Warriors pel base Derek Fisher.

## 2007-2011: Deron Williams és la nova estrella
L'any 2007, va començar millor del que la gent es podia esperar. Deron es va convertir ràpidament en un dels millors bases de la lliga, i amb l'ajuda de Kirilenko i Boozer, va portar als Jazz novament als Playoffs des de l'època de John Stockton i Karl Malone.

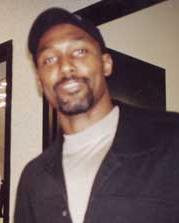
Karl Malone va criticar durament a Deron Williams.

Gràcies a això, els Jazz posseïen un equip molt potent, en els 10 partits que Boozer i Okur es van perdre (els dos màxims anotadors de Utah), l'equip va aconseguir un balanç de 8-1. A més, Paul Millsap va ser un dels millors rookies de l'any i un jugador revelació, i va finalitzar en el segon quintet de rookies de la lliga. Utah va acabar la temporada regular amb el sisè millor registre de l'NBA (darrere de Dallas Mavericks, Phoenix Suns, San Antonio Spurs, Detroit Pistons i Houston Rockets); 51-31, a més de guanyar el títol de Divisió Nord-oest. Va ser el seu millor balanç en sis temporades.
De la mà de Deron Wiliams, els jazz van tornar a ser un dels equips més respectats de lliga, i juntament amb Carlos Boozer van fer recordar a l'afició dels Jazz els millors temps de l'època Stockton-Malone. Amb aquest panorama a l'equip, es va tornar a començar a guanyar novament de forma habitual, i arribant fins i tot a guanyar dues conferències seguides, les de 2008 i 2009.
Però no tot era felicitat a l'equip, perquè Carlos Boozer va finalitzar contracte i se'n va anar als bulls, a més del fet que les lesions de Williams i Mehmet Okur van frenar als Jazz. Per si no n'hi hagués prou, els Jazz tenien un problema encara més greu; doncs l'estrella de l'equip no complia cap mena d'indicació que li feia Jerry Sloan, arribant a escridassar-se mútuament en públic i en mig del partits.
Després de moltes disputes, i sense el suport de la directiva, Jerry Sloan es va veure forçat a presentar la dimissió i abandonar l'equip per la porta del darrere. De res van servir els seus 23 anys als Jazz i el suport explícit que va rebre de Karl Malone. Això va portar a la crisi més forta que ha patit mai Utah, perquè molts jugadors dels jazz, i gran part de l'afició es va posar al costat de Jerry Sloan. Tal era la crisi, que el públic sempre escridassava al camp a Deron sempre que tenia la pilota. Finalment, la directiva va dimitir i la nova va traspassar a Deron als New Jersey Nets a canvi de diverses rondes, Devin Harris i Derrick Favors. El nou entrenador seria Tyrone Corbin.
Amb aquest panorama a l'equip, els jazz es van tornar a posar lluny d'aconseguir entrar a playoffs.

## 2011-Actualitat: Serem campions

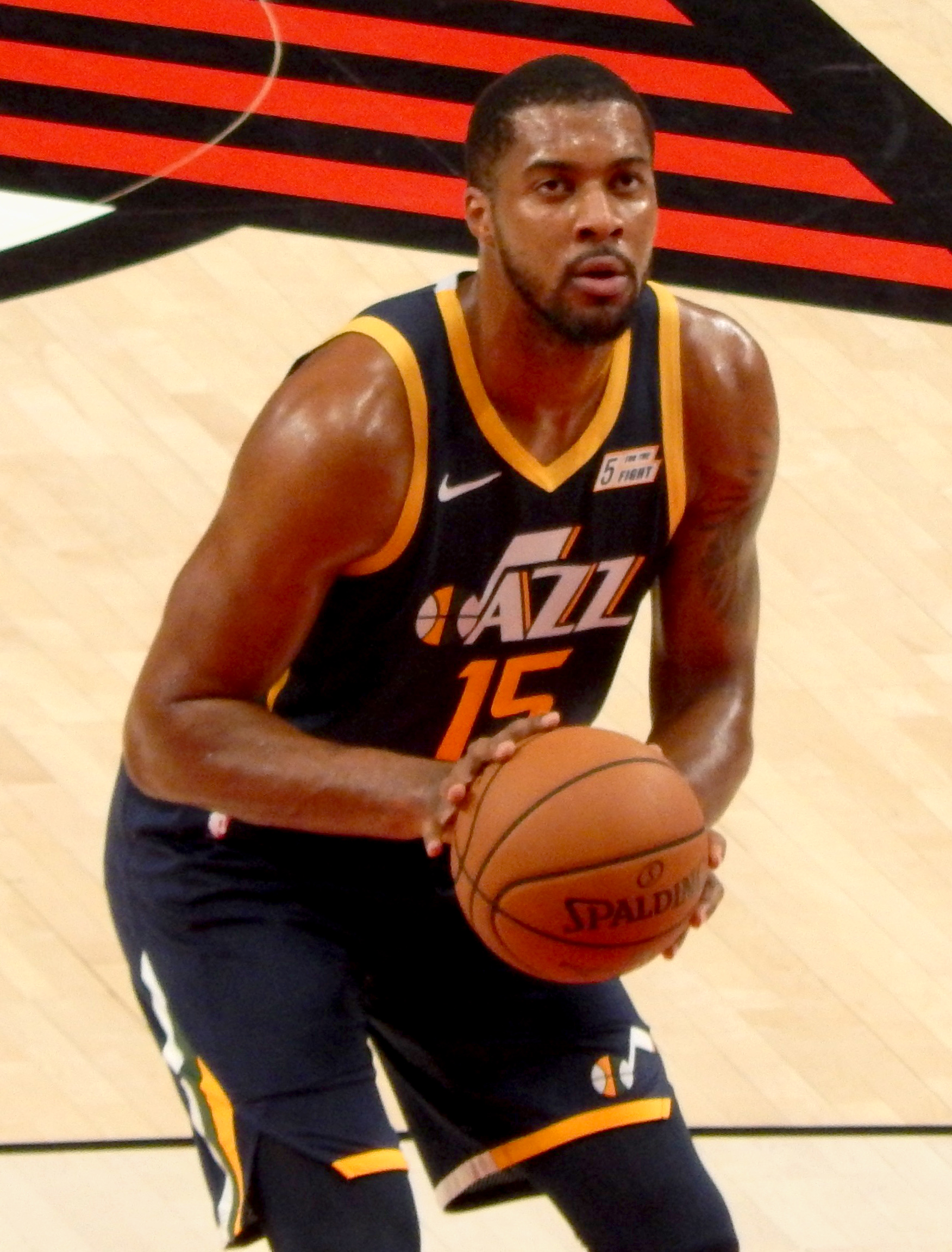
D'acord amb molts analistes, Derrick Favors té un potencial enorme.

Però no tot anava a ser dolent, perquè els jazz van aconseguir la 9º posició al draft de 2010 i van seleccionar un Aler anomenat Gordon Hayward, que destacaria per tenir la capacitat d'anotar des d'on sigui i amb un ràpid contraatac que li permetia finalitzar ell sol moltes jugades a l'atac.
Fent servir les rondes de draft que van obtenir els Jazz per la venda de Deron Williams, van seleccionar a la tercera posició del draft de 2011 a Enes Kanter un pivot d'origen turc amb una gran capacitat per aconseguir rebots, mentre que a la 12é posició va ser escollit l'escolta ofensiu Alec Burks, amb una capacitat per penetrar la zona i anotar des de la mitjana distància.
Actualment, els Jazz tenen un equip jove i potent, doncs l'edat mitjana dels jugadors és de 24 anys, i del quintet inicial de 26.

## Història de la franquícia
- New Orleans Jazz 1974-1979
- Utah Jazz 1979-avui

## Pavellons
- Loyola Field House (Nova Orleans)(1974-1975)
- Municipal Auditorium (Nova Orleans) (1974-1975)
- Louisiana Superdome (1975-1979)
- Salt Palace (1979-1991)
- Delta Center (1991-2006)

- Vivint Arena (2015-avui)

## Jugadors destacats

### Membres delBasketball Hall of Fame
- Pete Maravich
- John Stockton
- Karl Malone
- Jerry Sloan
- Adrian Dantley

### Números retirats
- 1 Frank Layden, Entrenador, 1981-88
- 4  Adrian Dantley, Aler, 1979-1986
- 7 Pete Maravich, Base, 1974-79
- 12 John Stockton, Base, 1984-2003
- 14 Jeff Hornacek, Escorta, 1994-2000
- 32 Karl Malone, Aler pivot, 1985-2003
- 35 Darrell Griffith, Escorta, 1980-91
- 53 Mark Eaton, Pívot, 1982-93

## Historial (1974-2011)
Nota: G: Partits guanyats P:Partits perduts %:tant per cent de victòries
| Temporada        | G    | P    | %    | Play-offs                                                                                  |                                                                                   |
| ---------------- | ---- | ---- | ---- | ------------------------------------------------------------------------------------------ | --------------------------------------------------------------------------------- |
| New Orleans Jazz |      |      |      |                                                                                            |                                                                                   |
| 1974-75          | 23   | 59   | .280 |                                                                                            |                                                                                   |
| 1975-76          | 38   | 44   | .463 |                                                                                            |                                                                                   |
| 1976-77          | 35   | 47   | .427 |                                                                                            |                                                                                   |
| 1977-78          | 39   | 43   | .476 |                                                                                            |                                                                                   |
| 1978-79          | 26   | 56   | .317 |                                                                                            |                                                                                   |
| Utah Jazz        |      |      |      |                                                                                            |                                                                                   |
| 1979-80          | 24   | 58   | .293 |                                                                                            |                                                                                   |
| 1980-81          | 28   | 54   | .341 |                                                                                            |                                                                                   |
| 1981-82          | 25   | 57   | .305 |                                                                                            |                                                                                   |
| 1982-83          | 30   | 52   | .366 |                                                                                            |                                                                                   |
| 1983-84          | 45   | 37   | .549 | Guanya 1a ronda Perd Semifinals conferència                                                | Utah 3, Denver 2 Phoenix 4, Utah 2                                                |
| 1984-85          | 41   | 41   | .500 | Guanya 1a ronda Perd Semifinals conferència                                                | Utah 3, Houston 2 Denver 4, Utah 1                                                |
| 1985-86          | 42   | 40   | .512 | Perd 1a ronda                                                                              | Dallas 3, Utah 1                                                                  |
| 1986-87          | 44   | 38   | .537 | Perd 1a ronda                                                                              | Golden State 3, Utah 2                                                            |
| 1987-88          | 47   | 35   | .573 | Guanya 1a ronda Perd Semifinals conferència                                                | Utah 3, Portland 1 L.A. Lakers 4, Utah 3                                          |
| 1988-89          | 51   | 31   | .622 | Perd 1a ronda                                                                              | Golden State 3, Utah 0                                                            |
| 1989-90          | 55   | 27   | .671 | Perd 1a ronda                                                                              | Phoenix 3, Utah 2                                                                 |
| 1990-91          | 54   | 28   | .659 | Guanya 1a ronda Perd Semifinals conferència                                                | Utah 3, Phoenix 1 Portland 4, Utah 1                                              |
| 1991-92          | 55   | 27   | .671 | Guanya 1a ronda Guanya Semifinals conferència Perd Finals conferència                      | Utah 3, L.A. Clippers 2 Utah 4, Seattle 1 Portland 4, Utah 2                      |
| 1992-93          | 47   | 35   | .573 | Perd 1a ronda                                                                              | Seattle 3, Utah 2                                                                 |
| 1993-94          | 53   | 29   | .646 | Guanya 1a ronda Guanya Semifinales conferència Perd Finales conferència                    | Utah 3, San Antonio 1 Utah 4, Denver 3 Houston 4, Utah 1                          |
| 1994-95          | 60   | 22   | .732 | Perd 1a ronda                                                                              | Houston 3, Utah 2                                                                 |
| 1995-96          | 55   | 27   | .671 | Guanya 1a ronda Guanya Semifinals conferència Perd Finals conferència                      | Utah 3, Portland 2 Utah 4, San Antonio 2 Seattle 4, Utah 3                        |
| 1996-97          | 64   | 18   | .780 | Guanya 1a ronda Guanya Semifinal de conferència Guanya Final de conferència Perd Final NBA | Utah 3, L.A. Clippers 0 Utah 4, L.A. Lakers 1 Utah 4, Houston 2 Chicago 4, Utah 2 |
| 1997-98          | 62   | 20   | .756 | Guanya 1a ronda Guanya Semifinales conferència Guanya Finales conferència Perd Final NBA   | Utah 3, Houston 2 Utah 4, San Antonio 1 Utah 4, L.A. Lakers 0 Chicago 4, Utah 2   |
| 1998-99          | 37   | 13   | .740 | Guanya 1a ronda Perd Semifinals conferència                                                | Utah 3, Sacramento 2 Portland 4, Utah 2                                           |
| 1999-2000        | 55   | 27   | .671 | Guanya 1a ronda Perd Semifinals conferència                                                | Utah 3, Seattle 2 Portland 4, Utah 1                                              |
| 2000-01          | 53   | 29   | .646 | Perd 1a ronda                                                                              | Dallas 3, Utah 2                                                                  |
| 2001-02          | 44   | 38   | .537 | Perd 1a ronda                                                                              | Sacramento 3, Utah 1                                                              |
| 2002-03          | 47   | 35   | .573 | Perd 1a ronda                                                                              | Sacramento 4, Utah 1                                                              |
| 2003-04          | 42   | 40   | .512 |                                                                                            |                                                                                   |
| 2004-05          | 26   | 56   | .317 |                                                                                            |                                                                                   |
| 2005-06          | 41   | 41   | .500 |                                                                                            |                                                                                   |
| 2006-07          | 51   | 31   | .621 | Guanya 1a ronda Guanya Semifinals conferència Perd Finals conferència                      | Utah 4, Houston 3 Utah 4, Golden State 1 San Antonio 4, Utah 1                    |
| 2007-08          | 54   | 28   | .659 | Guanya 1a ronda Perd Semifinals conferència                                                | Utah 4, Houston 2 L.A. Lakers 4, Utah 2                                           |
| 2008-09          | 48   | 34   | .585 | Perd 1a ronda                                                                              | L.A. Lakers 4, Utah 1                                                             |
| 2009-10          | 53   | 29   | .646 | Guanya 1a ronda Perd Semifinals conferència                                                | Utah 4, Denver 2 L.A. Lakers 4, Utah 0                                            |
| 2010-11          | 39   | 43   | .476 |                                                                                            |                                                                                   |
| Total            | 1634 | 1370 | .544 |                                                                                            |                                                                                   |
| Playoffs         | 108  | 115  | .484 |                                                                                            |                                                                                   |